# Marie Heim-Vögtlin
Marie Heim-Vögtlin (Bözen, 7 oktober 1845 – Zürich, 7 november 1916) was een Zwitsers gynaecologe. Ze was de eerste vrouwelijke arts van Zwitserland.

## Biografie

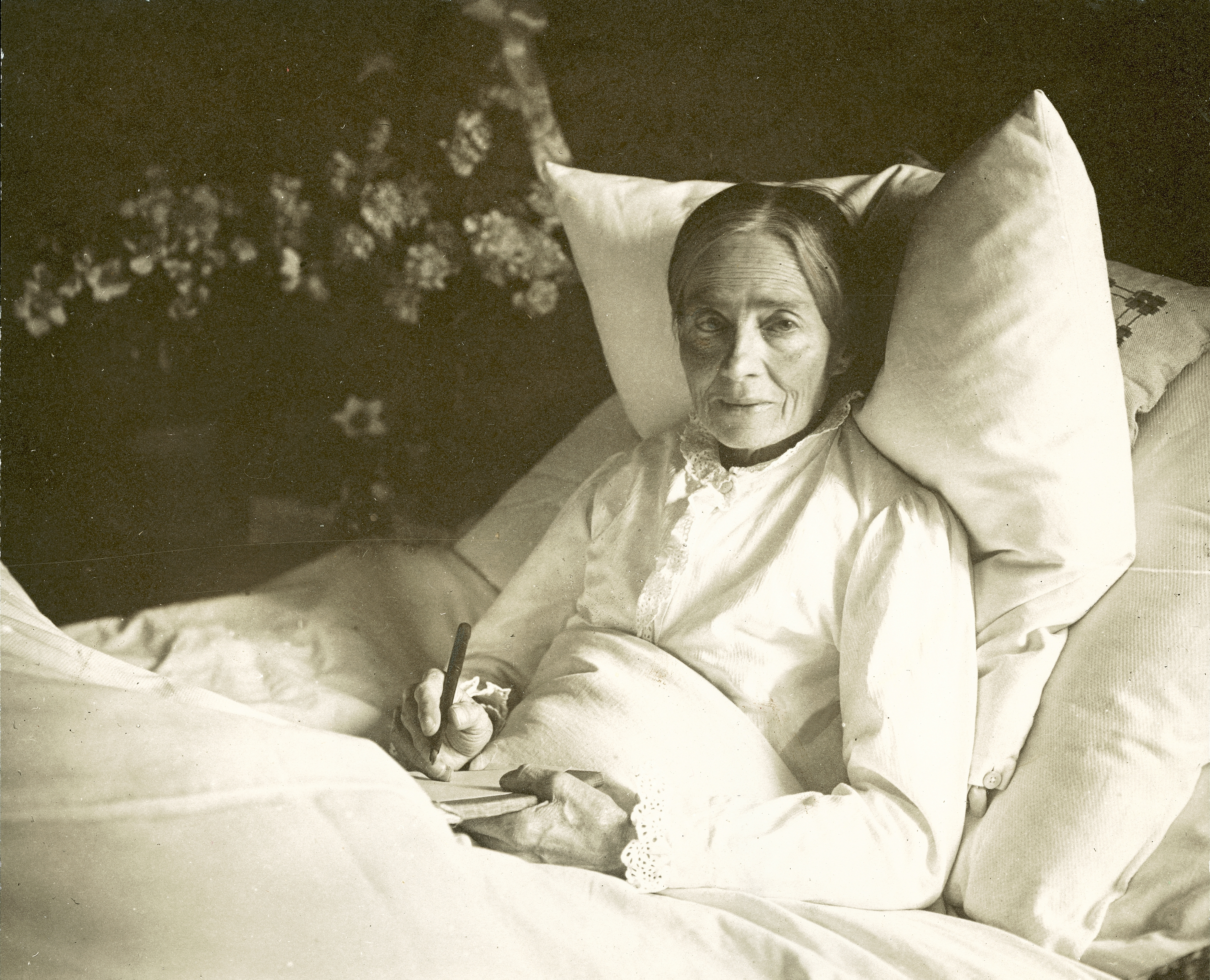
Marie Heim-Vögtlin in 1915

Marie Heim-Vögtlin was een dochter van Julius Daniel Vögtlin en van Henriette Benker. In 1875 huwde ze Albert Heim. Ze groeide op in Bözen en kreeg daar ook privéonderwijs. Na een verblijf in Romandië stond ze in voor het huishouden van het gezin van haar vader na het overlijden van haar moeder.
Ze bereidde zich voor als autodidact om vervolgens geneeskunde te gaan studeren, een beslissing die in haar tijd als een schande werd gezien. Pas nadat haar vader toestemming gaf, werd zij in 1868 de eerste Zwitserse vrouw die zich inschreef aan de faculteit geneeskunde van de Universiteit van Zürich. In 1873 slaagde ze voor het staatsexamen en werd zij de eerste vrouwelijke arts van Zwitserland. Later werd ze assistente in Leipzig en bij de koninklijke materniteit van Dresden. In 1874 behaalde ze haar doctoraat en opende ze een praktijk als gynaecologe in Zürich, waarmee zij tevens de eerste Zwitserse vrouwelijke gynaecoloog werd. Ze zette haar medische activiteiten ook verder na de geboorte van haar drie kinderen.
In 1896 werd ze lid van de medische commissie van de vrouwenorganisatie Schweizerische Gemeinnützige Gesellschaft, die later onder leiding van Anna Heer, in Zürich een verpleegstersschool zou oprichten. Na de opening van deze school in 1901 werd ze er bestuurster.

## Trivia

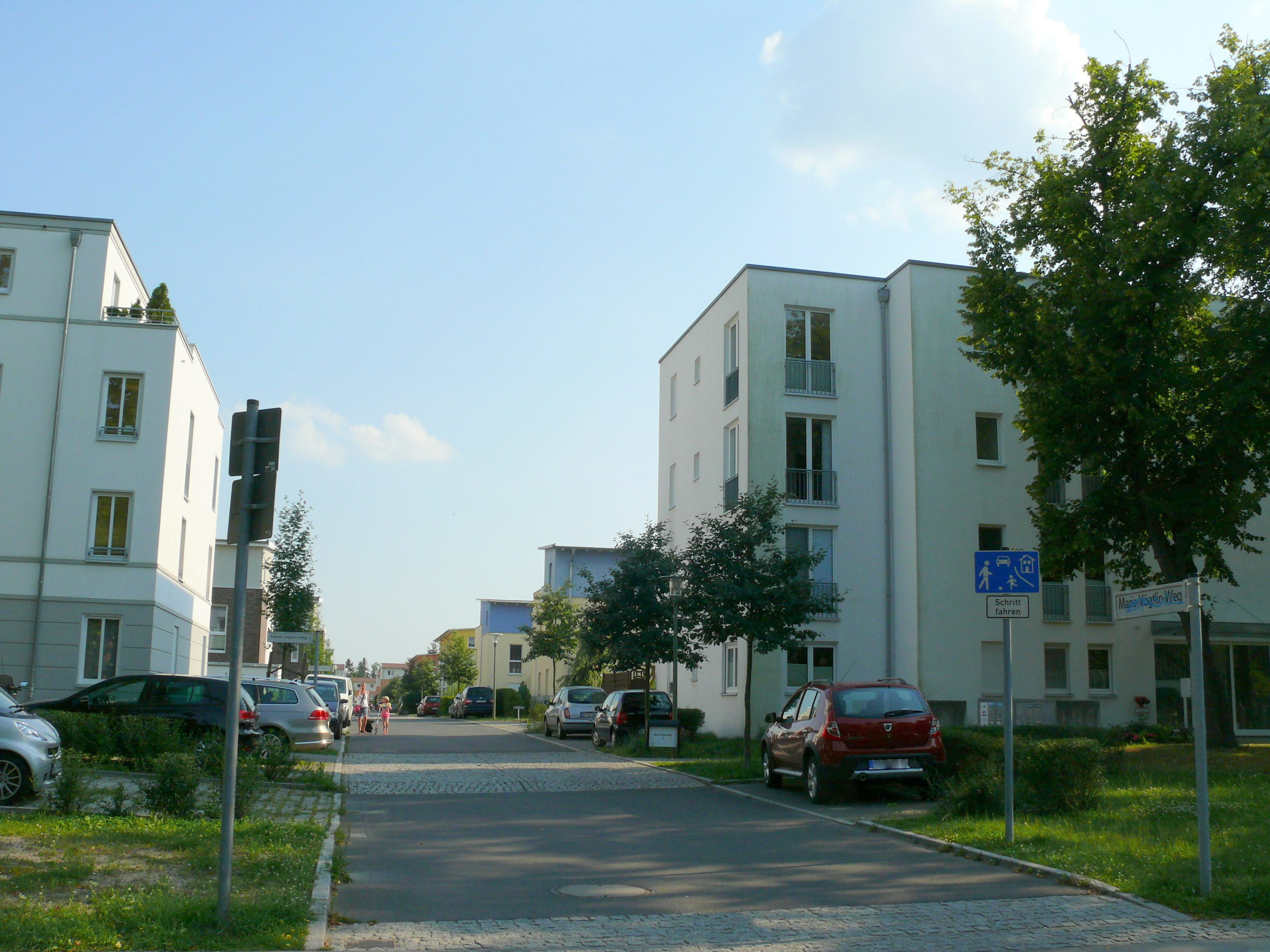
De Marie-Vögtlin-weg in Berlin-Lichterfelde, 2012

- Er zijn verschillende straatnamen vernoemd naar Marie Heim-Vögtlin, zoals de Marie-Heim-Vögtlin-weg in Zürich en in Bözen, de Doktor-Marie-Heim-Vögtlin-weg in Brugg en de Marie-Vögtlin-weg in de Berlijnse buitenwijk Berlin-Lichterfelde.

## Werken
- (de)  Die Pflege des Kindes im ersten Lebensjahr, 1898.